# قرار مجلس الأمن التابع للأمم المتحدة رقم 670
قرار مجلس الأمن التابع للأمم المتحدة رقم 670، الذي اعتمد في 25 أيلول/سبتمبر 1990، بعد الإشارة إلى القرارات 660 (1990)، 661 (1990)، 662 (1990)، 664 (1990)، 665 (1990)، 666 (1990) و667 (1990) بشأن موضوع العراق، أدان المجلس استمرار الاحتلال العراقي للكويت، والعنف ضد المواطنين الكويتيين، وتحديه لقرارات مجلس الأمن. ولاحظ أيضًا طرد الدبلوماسيين العراقيين من عدة بلدان. نتيجة لذلك، قرر المجلس فرض عقوبات إضافية على العراق، فيما يتعلق بالطيران المدني.
متصرفًا بموجب الفصل السابع من ميثاق الأمم المتحدة، مضى المجلس يطلب إلى جميع الدول الأعضاء أن تنفذ بصرامة العقوبات الدولية ضد العراق، مؤكدًا أن العقوبات التي فرضت في القرار 661 (1990) تسري أيضًا على الطائرات، ويقرر ما يلي:
(أ) ينبغي للدول الأعضاء أن ترفض السماح للطائرات بالإقلاع من أراضيها إذا كان ينبغي لها أن تأخذ الشحنات من وإلى العراق والكويت المحتلة، باستثناء المعونة الطبية والإنسانية، والموارد الخاصة بفريق مراقبي الأمم المتحدة العسكريين لإيران والعراق؛
(ب) ينبغي للدول الأعضاء رفض الإذن لأية طائرة متجهة إلى العراق أو الكويت التحليق فوق أراضها، ما لم توافق عليها لجنة الامم المتحدة، ليتسنى تفتيشها لضمان أنها لا تنتهك القرار 661، أو أنها مصدقة لاستخدامها من قبل فريق المراقبين العسكريين؛
(ج) ينبغي للدول الأعضاء أن تتخذ التدابير اللازمة لامتثال جميع طائراتها للقرار 661 والتعاون مع بعضها البعض في القيام بذلك؛
(د) ينبغي للدول الأعضاء أن تحتجز السفن العراقية التي تدخل موانئها، ما لم يكن ذلك للأغراض الإنسانية من أجل حماية الحياة البشرية؛
وذكر البلدان أيضًا أن تواصل، بموجب القرار 661 (1990)، تجميد الأصول العراقية مع حماية الأصول التابعة ل«حكومة الكويت الشرعية» ومعاقبة الدبلوماسيين العراقيين. بالإضافة إلى ذلك، أهاب المجلس بجميع الدول الأعضاء ان تتعاون مع لجنة مجلس الأمن في تقديم المعلومات المتعلقة بالإجراءات التي اتخذتها لتنفيذ الاحكام الواردة في القرار الحالي.
وأخيرًا، حذر المجلس من أن أي دولة تتهرب من القرار 661 (1990) قد تتخذ تدابير ضدها، مع تذكير العراق أيضًا بالتزاماته ببموجب اتفاقية جنيف الرابعة.
وقد تمت الموافقة على القرار 670، تاسع قرار يدين العراق لغزوه الكويت، بأغلبية 14 صوتًا مقابل صوت واحد، من كوبا، وعدم امتناع أي عضو عن التصويت.

## وصلات خارجية
- نص القرار على UNHCR.org